# Парк, Роберт Эзра
Ро́берт Э́зра Парк (англ. Robert Ezra Park, 14 февраля 1864, Харвейвилл, Пенсильвания, США — 7 февраля 1944, Нашвилл, Теннесси, США) — американский социолог, заложивший основы социологии города, глава чикагской школы (Эрнст Бёрджесс, Луис Вирт и др.). Автор работ по экологии человека, социологии рас и этнических отношений, миграции населения, культурной ассимиляции, общественным движениям и социальной дезорганизации.

## Биография
Вырос в Миннесоте. Учился в Мичиганском университете у Джона Дьюи, окончил его в 1887. До 1898 работал газетным репортёром в Детройте, Денвере, Нью-Йорке, Чикаго, Миннеаполисе. Параллельно учился у Уильяма Джеймса, получил степень магистра в Гарвардском университете (1899). Затем учился в Берлинском университете у Зиммеля (1899—1900), провёл семестр в Страсбургском университете и защитил в Гейдельбергском университете под научным руководством Виндельбанда диссертацию Масса и публика (1903).
Вернувшись в США, преподавал в Гарвардском, Алабамском, Вашингтонском университетах. Исследовал процессы миграции, аккультурации и ассимиляции, расовые отношения, печатные коммуникации. С 1905 по 1914 год работал с Букером Вашингтоном в Институте Таскиги. С 1914 до 1933 работал в Чикагском университете (с 1923 — полный профессор). Выйдя в отставку, до конца жизни преподавал в Университете Фиска в Нашвилле. Неоднократно избирался президентом Американской социологической ассоциации.

## Избранные труды
- 1904: Masse und Publikum. Eine methodologische und soziologische Untersuchung. Berlin: Lack & Grunau
- 1912: The Man Farthest Down: a Record of Observation and Study in Europe. New York: Doubleday (в соавторстве)
- 1921: Introduction to the Science of Sociology. Chicago: University of Chicago Press (в соавторстве с Э.Бёрджессом)
- 1921: Old World Traits Transplanted: the Early Sociology of Culture. New York: Harper & Brothers (в соаторстве)
- 1922: The Immigrant Press and Its Control. New York: Harper & Brothers
- 1925: The City: Suggestions for the Study of Human Nature in the Urban Environment. Chicago: University of Chicago Press (с Э.Бёрджессом и Р.Маккензи)
- 1932: The University and the Community of Races. Hawaii: University of Hawaii Press
- 1939: Race relations and the Race Problem; a Definition and an Analysis. Durham: Duke University Press (в соавторстве)
- 1939: An Outline of the Principles of Sociology. New York: Barnes & Noble, Inc (в соавторстве)
- 1940: Essays in Sociology. Toronto: University of Toronto Press (c Т.Парсонсом и др.)
- 1950: Race and Culture. Glencoe: The Free Press
- 1952: Human Communities: the City and Human Ecology. Glencoe: The Free Press
- 1955: Societies. Glencoe: The Free Press
- 1967: On Social Control and Collective Behavior. Chicago: University of Chicago Press
- 1975: The Crowd and the Public and Other Essays, Heritage of Society

## Переводы на русский язык
- Парк Р. Избранные очерки: Сб. переводов. / РАН ИНИОН. Центр социал. науч.-информ. исслед. Отд. социологии и социал. психологии; Сост. и пер. с англ. В. Г. Николаев; Отв. ред. Ефременко Д. В. — М., 2011. — 320 с. — Сер. «Теория и история социологии».